# François Dolmetsch
François Dolmetsch (geboren am 4. Oktober 1940 in Haslemere, Surrey) ist ein britischer Fotograf und Musiker.

## Leben
Dolmetsch wurde 1940 in Haslemere geboren; seine Eltern waren der Musiker Carl Dolmetsch und Mary Dolmetsch. Er erwarb 1962 einen Bachelor-Abschluss in Geschichte am Kings College und zog noch im selben Jahr mit seiner spätere Frau nach Cali, Kolumbien. 
1964 war er am Festival Nacional de Arte in Cali der erste, der Aktfotografien in Kolumbien präsentierte, und 1967 war er der erste Fotograf, der seine Arbeiten im Museo de Arte Moderno de Bogotá ausstellte.
Seitdem hatte Dolmetsch Einzelausstellungen an zahlreichen Orten in ganz Kolumbien, darunter in den Museen für Moderne Kunst von Cali, Pereira, Baranquilla, Cartagena, Santa Marta und Ibague, sowie in Galerien und Museen in Schottland, den Vereinigten Staaten, dem Vereinigten Königreich, Dänemark, Mexiko, Italien und Frankreich. Seine Arbeiten sind Teil bedeutender privater und öffentlicher Sammlungen wie der Hermes Foundation, der Leticia & Stanislas Poniatowski Collection of Latin American Photography in Frankreich, The Photographer's Gallery im Vereinigten Königreich, Banco de la República und dem Museo de Arte La Tertulia.
Dolmetsch war außerdem von 1994 bis 2001 der Chefdirigent des Orquesta Filarmónica de Cali (damals Orquesta Sinfónica del Valle).
Dolmetsch hat zwei Publikationen herausgegeben: On the Other Side of the Moon mit 56 Schwarzweißfotografien, und zusammen mit Miguel Gonzalez die Retrospektive François Dolmetsch mit Fotografien von 1962–2003, die im Museo La Tertulia in Cali, präsentiert wurde.
Dolmetsch lebt mit seiner Frau Ángela in Cali.

## Werke
- François Dolmetsch: On the Other Side of the Moon. New York, 1979.
- François Dolmetsch, Miguel Gonzalez: François Dolmetsch Retrospective 1962-2003. Herausgeber: Museo La Tertulia (1. Mai 2003). ISBN 978-9583346361.